# Manuel Mencía
Manuel Mencía fou un músic compositor espanyol del segle xviii. Nascut vers l'any 1731 no hi ha gaires dades sobre aquest compositor. Se sap que l'any 1769 aconseguí la plaça de mestre de capella de les Descalzas Reales de Madrid. Compositor afortunat, aconseguí assolir molta fama i les seves composicions tingueren uns èxits assenyalats. Fou músic de la seva època i componia en el gènere de a ocho amb l'orquestra de violins i trompes llavors en ús per al gènere religiós. En l'arxiu de les Descalzas Reales hi ha obres d'aquest autor; en el de l'Escorial existeixen: Letania de Ntra. Sra. a vuit (1791); Responsorios de Navidad, i O magnum mysterium, Beata Deigenitrix i Beata Viseera, a vuit, amb violins i trompes (1799). El 1801 publicà a Madrid una pastorel·la a solo amb acompanyament.